# ولا ليلة (ألبوم)
ولا ليلة هو أحد ألبومات المطربة المصرية شيرين وجدي، تم إنتاج وتوزيع الألبوم عام 2002 من قبل شركة روتانا والألبوم مكون من 9 أغاني.

## الأغاني
- ولا ليله
- وده يرضي مين
- لفيت بلاد
- يانا يانا
- اسالي
- عايشه علي الأيام
- غرامي ليك
- الليله بينا
- عليك حاجات